# ريتشارد فيش
ريتشارد فيش (بالإنجليزية: Richard Fisch)‏ هو طبيب نفسي أمريكي، ولد في 1926 في بروكلين في الولايات المتحدة، وتوفي في 23 أكتوبر 2011 في ريدوود في الولايات المتحدة.